# Louis III de Mailly-Nesle

Brasão da família Mailly-Nesle

Louis III de Mailly (Paris, 27 de fevereiro de 1689 – Dijon, 25 de outubro de 1764) foi um nobre francês do século XVIII, que provinha de uma das famílias mais antigas da nobreza francesa.
Ele foi marquês de Nesle e Mailly, príncipe de Orange e de L'Isle-sous-Montréal, conde de Bohain e de Beaurevoir e Bernon, barão d'Engotsen e de Mery e de Remaugies e senhor de Maurup, Pargny, Menneville, Fort Mont Hulin e de Livry en Lannoy, entre outros títulos.

## Biografia
Louis III de Mailly era filho de Louis II de Mailly, marquês de Nesle e Mailly, coronel do Régiment de Condé, marechal de campo do exercício do rei, que morreu em 18 de novembro de 1688 em Speyer devido a um ferimento recebido no Cerco de Philippsburg, e de Marie de Coligny-Saligny, filha de Jean de Coligny-Saligny. Ele era irmão de Charlotte de Mailly-Nesle (1688–1769), que se casou com o príncipe Emanuel Inácio de Nassau-Siegen em Paris em 1711.
Iniciou sua carreira militar com os Mosqueteiros, com quem lutou na Guerra da Sucessão Espanhola na Batalha de Ramillies (23 de maio de 1706), onde foi ferido no braço. Em 7 de abril de 1707, ele se tornou capitão-tenente da Companhia de Gendarmes Escoceses e, portanto, comandante da Gendarmaria da França.
Em 11 de julho de 1708, ele lutou na Batalha de Oudenaarde, depois na Batalha de Malplaquet (11 de setembro de 1709), na Batalha de Denain (24 de julho de 1712), bem como nos cercos de Marchiennes, Douai, Le Quesnoy, Bouchain. No final da guerra, em 1714, ele renunciou ao serviço.
Após uma sentença do Conseil d'État privé du Roi (Conselho de Estado privado do Rei) obtida por Jeanne de Monchy, sua avó, em 25 de janeiro de 1706, que lhe permitiu intitular-se "Princesa de Orange", sem prejuízo dos direitos das partes, ele assumiu o título de "Príncipe de Orange" em 1710.
Em 1717, o regente o encarregou de receber o czar Pedro, o Grande, da Rússia, que estava visitando a França, em Calais e escoltá -lo até Versalhes. No caminho, Louis III de Mailly teve a honra de receber o czar em seu castelo de Montcavrel (em Alette, perto de Montreuil-sur-Mer) na noite de 5 a 6 de maio de 1717.
Em 2 de fevereiro de 1724, ele foi nomeado pelo rei Luís XV. nomeado Cavaleiro da Ordem do Espírito Santo e admitido na Ordem em 3 de junho de 1724.
Como não deixou descendência masculina, o Marquesado de Nesle e o título de Príncipe de Orange passaram para seu primo Louis V de Mailly–Nesle (1696–1767), em virtude das Lettres de replacement perpétuelle concedidas por Luís XIV ao seu avô Louis Charles de Mailly em dezembro de 1701.

## Casamento e descendência
Em 2 de abril de 1709, ela se casou, no Palácio do Arcebispo de Paris, com Armande Félice de La Porte Mazarin (1691-1729). O casal teve cinco filhas, que ficaram conhecidas como irmãs de Nesle:
1. Louise Julie (1710–1751), condessa de Mailly. Em 1726, ela se casou com seu primo Louis-Alexandre, conde de Mailly. Em 1733 ela se tornou amante de Luís XV e em 1736 sua favorita. Ela foi substituída em 1739 por sua irmã Pauline Félicité. Ela voltou a ser a favorita em 1741, mas foi dispensada da corte em 1742 a pedido de sua irmã Marie-Anne, também amante do rei francês;[9]
2. Pauline Félicité (1712–1741), marquesa de Vintimille. Amante de Luís XV, a quem deu à luz um filho, Charles de Vintimille, conhecido como "Pequeno Luís".[10] Em 1739 ela se casou com Jean-Baptiste (1720-1777), marquês de Vintimille;
3. Diane-Adélaïde (1713–1760), duquesa de Lauraguais. Ela se casou com Louis de Brancas, duque de Villars e Lauraguais. Dama de companhia da delfina, ela foi notada pelo rei, que a fez sua amante;[11]
4. Hortense-Félicité (1715–1799), marquesa de Flavacourt. Ela foi única das cinco irmãs que não compartilhou a cama com Luís XV. Ela se casou com François-Marie de Fouilleuse, marquês de Flavacourt, que ameaçou matá-la se ela se tornasse "uma prostituta como as irmãs";[12]
5. Marie-Anne (1717-1744), marquesa de La Tournelle e depois duquesa de Châteauroux. Amante de Luís, ela se recusou a ter relações sexuais com o rei até que ele provasse seu amor concordando em lhe dar o título de duquesa, o que concretizou-se com o monarca a nomeando "Duquesa de Châteauroux".[13]

## Literatura
- Louis Moréri: Le grand dictionnaire historique. Band 7, 1759, p. 79f
- François-Alexandre Aubert de La Chenaye-Desbois: Dictionnaire de la noblesse. 3. Ausgabe, Band 12, 1868, Spalte 866
- Abbé Ambroise Ledru: Histoire de la Maison de Mailly. Band 1, Paris, Librairie Emile Lechevalier, 1893, p. 443–450 (gallica.bnf.fr)